# Leptolalax kalonensis
Leptolalax kalonensis é uma espécie de anfíbio anuro da família Megophryidae. Está presente no Vietname. A UICN classificou-a como vulnerável.